# Ripipteryx nodicornis
Ripipteryx nodicornis är en insektsart som beskrevs av Morgan Hebard 1924. Ripipteryx nodicornis ingår i släktet Ripipteryx och familjen Ripipterygidae. Inga underarter finns listade i Catalogue of Life.